# موتورسیکلت گازی

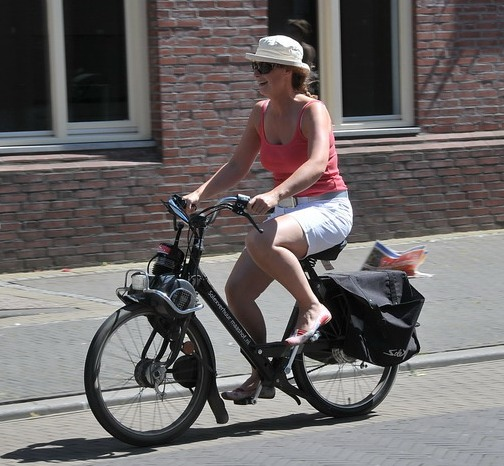
زنی سوار بر موتور گازی

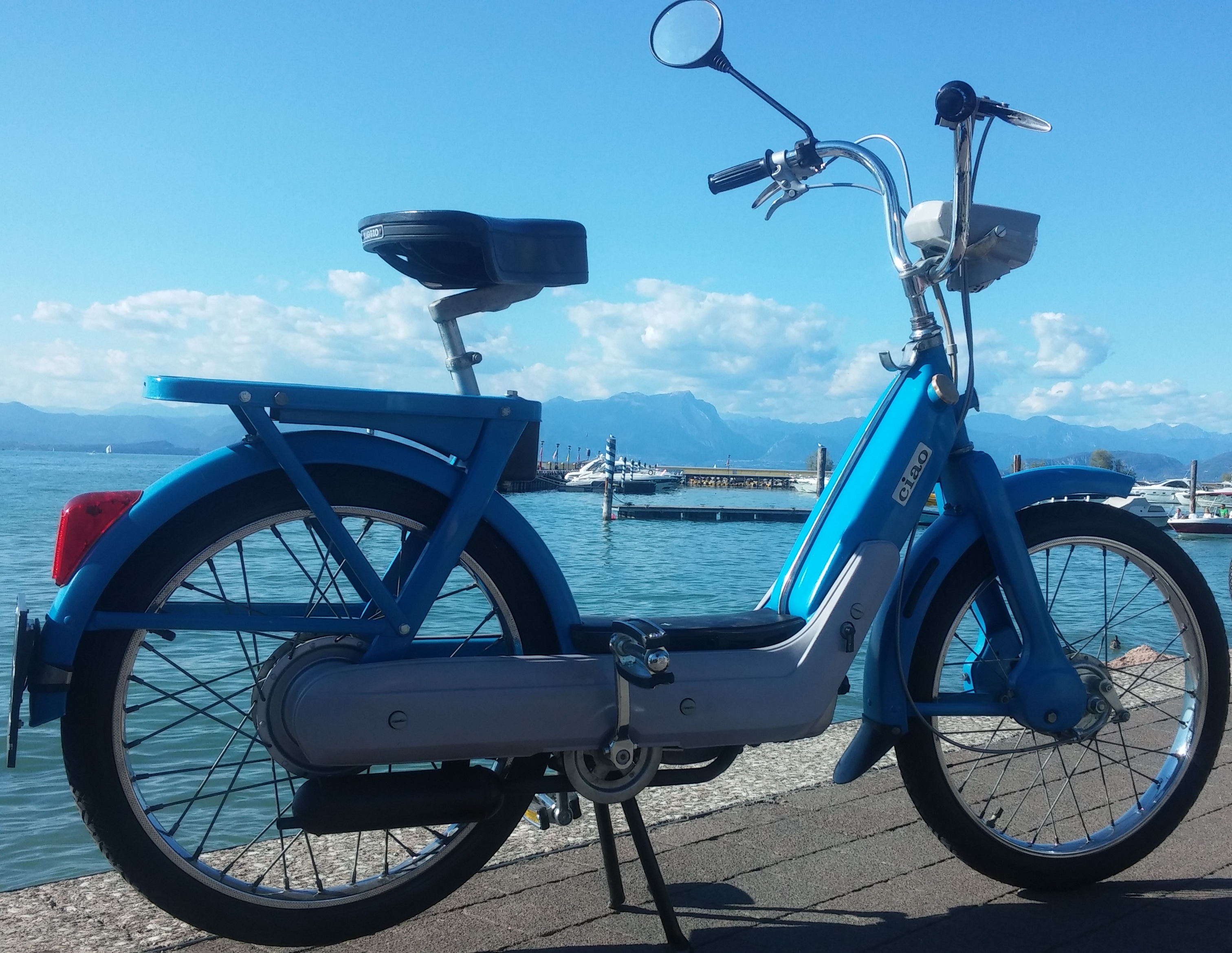
piaggio caio مدل ۱۹۷۳

موتورسیکلت گازی گونه‌ای موتور سیکلت کم قدرت است که به عنوان یک وسیله نقلیه اقتصادی،کم استهلاک، ایمن و با حداقل نیاز به گواهینامه، از آن استفاده می‌شود. 
این وسیله در ابتدا همانند دوچرخه دارای پدال بود، اما امروز مدل‌های بدون پدال آن هم به بازار آمده‌اند. 
حداکثر سرعت مجاز آن معمولاً ۵۰ کیلومتر در ساعت است و در بیشتر کشورها به گواهینامه‌ای با سن و مهارت کمتر از اتومبیل و موتورسیکلت قابل راندن است.